# The Speed of Cattle
The Speed of Cattle — сборник американской инди-рок группы Archers of Loaf из Северной Каролины (Чапел-Хилл). Он был выпущен 20 февраля 1996 года на лейбле Alias.
Он был записан в Сиэтле в течение трех недель, что стало самым долгим сроком записи альбома для группы на тот момент.

## Отзывы
| Оценки критиков                   | Оценки критиков |
| Источник                          | Оценка          |
| --------------------------------- | --------------- |
| AllMusic                          | [ 1 ]           |
| Christgau's Consumer Guide        | A−              |
| The New Rolling Stone Album Guide | [ 4 ]           |

The Speed of Cattle получил умеренные и положительные отзывы от музыкальных критиков. Ницух Абебе из AllMusic оценил альбом на 2,5 из 5 и отметил, что «На альбоме The Speed of Cattle собраны би-сайды и раритеты этой невероятной группы из Северной Каролины. Часть материала не очень важна, разве что для серьезных поклонников группы; в первой половине альбома собраны ранние релизы, демо-записи и синглы, выпущенные местными изданиями, большинство из которых довольно грубые и не такие изобретательные, как основные релизы группы. Однако в конце сборника представлены более поздние треки, в которых группа развивала свою мелодичность и угловатость. Пять песен, взятых с сессий Джона Пила, чище и острее, чем ранние треки, а остальные раритеты столь же превосходны. Забавные примечания на вкладыше делают сборник еще более интересным для поклонников группы».

## Список композиций
1. «Wrong» — 3:50
2. «South Carolina» — 3:33
3. «Web in Front» 2:08
4. «Bathroom» — 1:45
5. «Tatyana» — 4:43
6. «What Did You Expect?» — 3:12
7. «Ethel Merman» — 2:42
8. «Funnelhead» — 2:51
9. «Quinn Beast» — 3:42
10. «Telepathic Traffic» 3:04
11. «Don’t Believe The Good News» — 4:49
12. «Smokin' Pot In The Hot City» — 3:17
13. «Mutes In The Steeple» — 2:06
14. «Revenge» — 2:47
15. «Bacteria» — 6:30
16. «Freezing Point» — 2:47
17. «Powerwalker» — 3:36
18. «Backwash» — 2:56